# Santiago do Cacém
Santiago do Cacém é uma cidade no distrito de Setúbal, região do Alentejo e sub-região do Alentejo Litoral, com uma população residente de 5 677 habitantes (2021). O seu nome deriva do Governador Mouro Kassim e da Ordem de Santiago.
É sede do município de Santiago do Cacém, um dos maiores municípios de Portugal com 1 059,77 km² de área e 27 773 habitantes (2021), subdividido em 8 freguesias. O município é limitado a norte pelo município de Grândola, a nordeste por Ferreira do Alentejo, a leste por Aljustrel, a sul por Ourique e Odemira e a oeste por Sines e tem litoral no oceano Atlântico.
É o único município de todo o Alentejo que contém duas cidades dentro do seu termo, Santiago do Cacém e Vila Nova de Santo André, nele existindo ainda três vilas, Cercal, Alvalade e Ermidas-Sado.

## Freguesias

Freguesias do município de Santiago do Cacém, desde 2013.

As freguesias do município de Santiago de Cacém são as oito seguintes:
- Santiago do Cacém, Santa Cruz e São Bartolomeu da Serra
- São Domingos e Vale de Água
- Abela
- Alvalade
- Cercal
- Ermidas-Sado
- Santo André
- São Francisco da Serra

Previamente à reforma administrativa de 2013, as freguesias de Santiago do Cacém eram as seguintes:
- Abela
- Alvalade (vila desde 1510)[5] — foi sede de concelho desde aí até 1836
- Cercal do Alentejo (vila desde 1991) — foi também vila e sede de concelho entre 1836 e 1855
- Ermidas-Sado — (vila desde 2001) — foi criada a partir da divisão da freguesia de Alvalade em 1953
- Santa Cruz
- Santiago do Cacém (cidade desde 1991) — foi vila com foral desde 1186[6], confirmado em 1512
- São Bartolomeu da Serra
- São Domingos
- São Francisco da Serra
- Vale de Água — criada em 1997 a partir da divisão da freguesia de São Domingos
- Santo André — tendo a sua atual sede, Vila Nova de Santo André, sido elevada a vila, em 1991, e a cidade, em 2003[nota 1]

1. ↑  A cidade de Vila Nova de Santo André que só recentemente tomou a capitalidade da freguesia, não corresponde à antiga aldeia ainda existente (204 habitantes segundo o INE): a povoação original dista 3 quilómetros do austero núcleo urbano criado nos anos 70 num antigo pinhal. A nova urbe que até 1991 não tinha sequer categoria ou existência regulamentada, é uma ilha urbana isolada com características de arredor metropolitano implantada em plena zona rural alentejana, predominantemente constituída por ex-colonos retornados do Ultramar Português que não possuíam raízes na região, na sua maioria trabalhadores qualificados. Foi inicialmente pensada para 100 000 habitantes, criada de raíz para servir de cidade-dormitório ao Complexo Industrial de Sines. A antiga povoação matriz (Santo André) é muitas vezes denominada de Aldeia de Santo André, rectroactiva e informalmente, para evitar uma confusão de nomes.

## Cultura

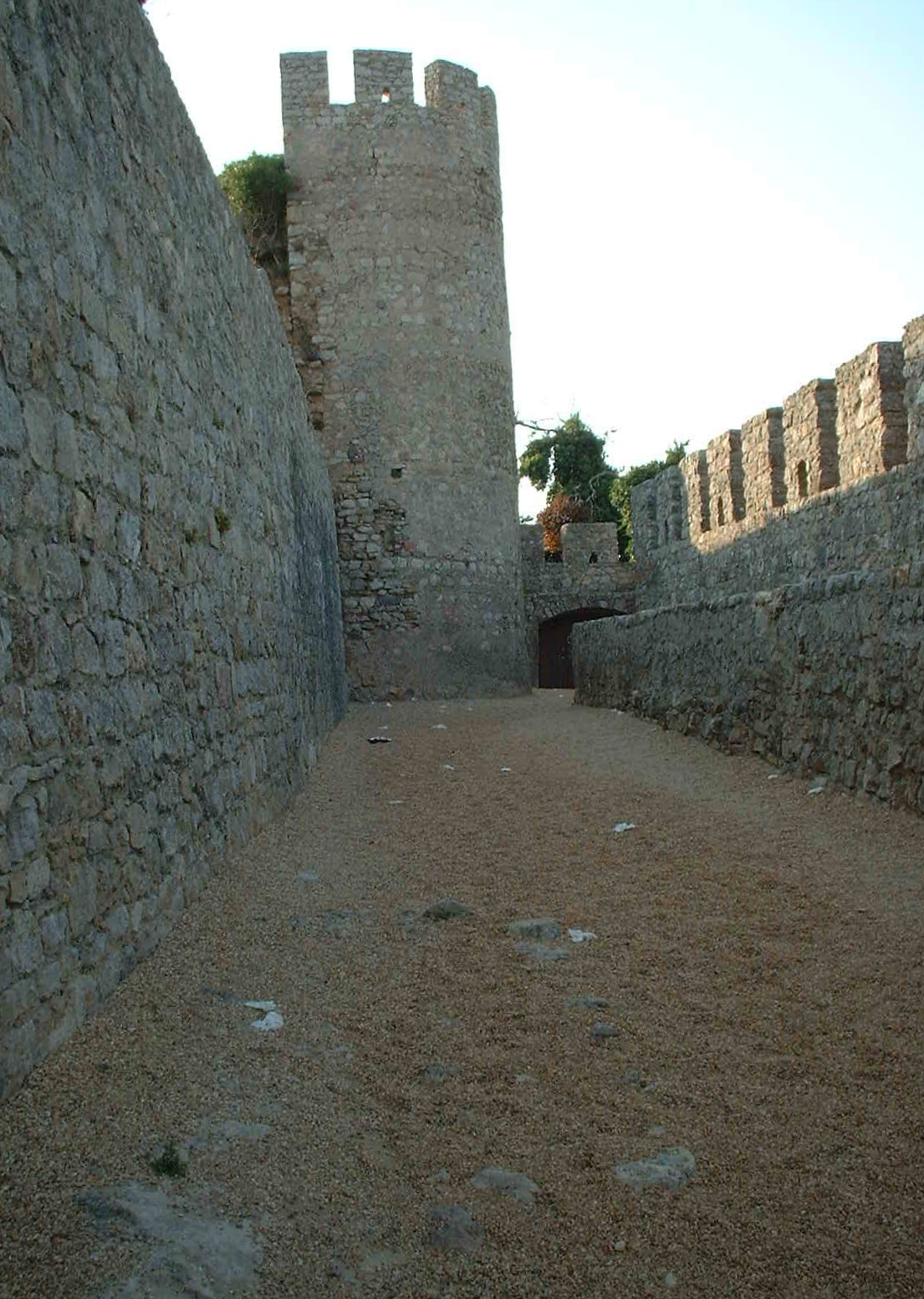
Castelo de Santiago do Cacém

### Arqueologia
- Estação Arqueológica de Miróbriga[7]

### Museus
- Museu Municipal de Santiago do Cacém
- Museu do Trabalho Rural de Abela
- Museu da Farinha, em São Domingos

### Instituições
- Sociedade Harmonia de Santiago do Cacém, fundada em 1 de dezembro de 1847.
- Coral Harmonia, fundado em 1936 com o nome de Orfeão Miróbriga
- Sociedade Recreativa Filarmónica União Artística, fundada a 12 de dezembro de 1897
- Real Sociedade Arqueológica Lusitana
- União Sport Club, fundado em 18 de outubro de 1938

### Património edificado
- Castelo de Santiago do Cacém
- Ponte medieval de Alvalade
- Área do Castelo Velho com as ruínas da cidade romana Miróbriga
- Igreja de Santiago ou Igreja Matriz de Santiago do Cacém

## Evolução da população do município
★ Os Recenseamentos Gerais da população portuguesa, regendo-se pelas orientações do Congresso Internacional de Estatística de Bruxelas de 1853, tiveram lugar a partir de 1864, encontrando-se disponíveis para consulta no site do Instituto Nacional de Estatística (INE). 
★★ Os resultados do censo de 1920 foram afetados pela desanexação da freguesia de Sines, que passou a constituir um concelho autónomo (lei nº 167, de 19 de maio de 1914)
| Número de habitantes *                   | Número de habitantes * | Número de habitantes * | Número de habitantes * | Número de habitantes * | Número de habitantes * | Número de habitantes * | Número de habitantes * | Número de habitantes * | Número de habitantes * | Número de habitantes * | Número de habitantes * | Número de habitantes * | Número de habitantes * | Número de habitantes * | Número de habitantes * |
| ---------------------------------------- | ---------------------- | ---------------------- | ---------------------- | ---------------------- | ---------------------- | ---------------------- | ---------------------- | ---------------------- | ---------------------- | ---------------------- | ---------------------- | ---------------------- | ---------------------- | ---------------------- | ---------------------- |
| 1864                                     | 1878                   | 1890                   | 1900                   | 1911                   | 1920                   | 1930                   | 1940                   | 1950                   | 1960                   | 1970                   | 1981                   | 1991                   | 2001                   | 2011                   | 2021                   |
| 10 951                                   | 11 918                 | 13 304                 | 14 588                 | 18 158                 | 19 799                 | 25 878                 | 32 052                 | 36 056                 | 33 579                 | 26 275                 | 29 191                 | 31 475                 | 31 105                 | 29 749                 | 27 772                 |
| Número de habitantes por grupo etário ** |                        |                        |                        |                        |                        |                        |                        |                        |                        |                        |                        |                        |                        |                        |                        |
|                                          |                        |                        | 1900                   | 1911                   | 1920                   | 1930                   | 1940                   | 1950                   | 1960                   | 1970                   | 1981                   | 1991                   | 2001                   | 2011                   | 2021                   |
| 0–14 Anos                                | 0–14 Anos              | 0–14 Anos              | 6 501                  | 8 502                  | 7 094                  | 9 441                  | 12 752                 | 11 532                 | 9 080                  | 5 635                  | 6 131                  | 6 205                  | 3 973                  | 3 661                  | 3 414                  |
| 15–24 Anos                               | 15–24 Anos             | 15–24 Anos             | 3 348                  | 4 057                  | 3 670                  | 5 771                  | 5 354                  | 6 930                  | 6 128                  | 3 915                  | 4 170                  | 3 973                  | 4 467                  | 2 687                  | 2 295                  |
| 25–64 Anos                               | 25–64 Anos             | 25–64 Anos             | 8 157                  | 9 483                  | 8 168                  | 9 896                  | 12 268                 | 15 165                 | 16 241                 | 13 800                 | 14 904                 | 16 585                 | 16 386                 | 16 365                 | 13 986                 |
| ≥65 Anos                                 | ≥65 Anos               | ≥65 Anos               | 666                    | 955                    | 787                    | 1 025                  | 1 429                  | 1 800                  | 2 130                  | 2 925                  | 3 986                  | 4 712                  | 6 279                  | 7 036                  | 8 077                  |

- Número de habitantes "residentes", ou seja, que tinham a residência oficial neste concelho à data em que os censos se realizaram 		
  - De 1900 a 1950 os dados referem-se à população "de facto", ou seja, que estava presente no concelho à data em que os censos se realizaram. Daí que se registem algumas diferenças relativamente à designada população residente

| População do concelho de St. do Cacém | População do concelho de St. do Cacém | População do concelho de St. do Cacém | População do concelho de St. do Cacém | População do concelho de St. do Cacém | População do concelho de St. do Cacém | População do concelho de St. do Cacém | População do concelho de St. do Cacém | População do concelho de St. do Cacém | População do concelho de St. do Cacém | População do concelho de St. do Cacém | População do concelho de St. do Cacém |
| ------------------------------------- | ------------------------------------- | ------------------------------------- | ------------------------------------- | ------------------------------------- | ------------------------------------- | ------------------------------------- | ------------------------------------- | ------------------------------------- | ------------------------------------- | ------------------------------------- | ------------------------------------- |
| 6854 1801                             | 8045 1849                             | 18576 1900                            | 25878 1930                            | 33579 1960                            | 29191 1981                            | 31475 1991                            | 31105 2001                            | 29749 2011                            | 27773 2021                            |                                       |                                       |
|                                       |                                       |                                       |                                       |                                       |                                       |                                       |                                       |                                       |                                       |                                       |                                       |

## Meios de comunicação

### Rádios locais
- Radiodifusão em FM:
- Radio M24 (Antiga Antena Miróbriga) — 102.7 mHz (distritos de Setúbal e Beja)

## Agremiações culturais e recreativas
- Associação de Radioamadores do Litoral Alentejano
- Escola de Voo de Santiago do Cacém
- Rancho Folclórico "Ninho de Uma Aldeia" de S. Bartolomeu da Serra, fundado em 19 de Fevereiro de 1978
- Cofesmar — Comissão de Festas de Santa Maria, fundada no ano de 2000, organiza de dois em dois anos, as tradicionais Festas de Santa Maria onde as ruas da Vila de Ermidas-Sado são ornamentadas por flores de papel artesanalmente elaboradas pela população.

## Política

### Eleições autárquicas[11]
| Data | %            | V            | %     | V     | %       | V       | %       | V       | %              | V      | %              | V  | %              | V      | %              | V       | %  | V  | Participação |                |
| Data | FEPU/APU/CDU | FEPU/APU/CDU | PS    | PS    | PPD/PSD | PPD/PSD | GDUP    | GDUP    | CDS-PP         | CDS-PP | AD             | AD | UDP/BE         | UDP/BE | PSD-CDS        | PSD-CDS | CH | CH | Participação |                |
| ---- | ------------ | ------------ | ----- | ----- | ------- | ------- | ------- | ------- | -------------- | ------ | -------------- | -- | -------------- | ------ | -------------- | ------- | -- | -- | ------------ | -------------- |
| Data | 1976         | 45,77        | 4     | 34,39 | 3       | 9,93    | -       | 3,99    | -              | 1,86   | -              |    |                |        |                |         |    |    |              | 71,68 / 100,00 |
| 1979 | 54,76        | 4            | 18,13 | 1     | AD      | AD      |         |         | AD             | AD     | 23,71          | 2  | 76,23 / 100,00 |        |                |         |    |    |              |                |
| 1982 | 54,73        | 5            | 19,37 | 1     | 12,19   | 1       | 9,20    | -       |                |        | 1,40           | -  | 73,95 / 100,00 |        |                |         |    |    |              |                |
| 1985 | 49,86        | 4            | 45,34 | 3     |         |         |         |         | 1,69           | -      | 67,71 / 100,00 |    |                |        |                |         |    |    |              |                |
| 1989 | 49,96        | 4            | 22,85 | 2     | 19,66   | 1       | 4,32    | -       |                |        | 59,26 / 100,00 |    |                |        |                |         |    |    |              |                |
| 1993 | 50,56        | 4            | 23,32 | 2     | 18,07   | 1       | 4,70    | -       | 65,55 / 100,00 |        |                |    |                |        |                |         |    |    |              |                |
| 1997 | 45,02        | 4            | 30,80 | 2     | 16,47   | 1       | 3,00    | -       | 56,25 / 100,00 |        |                |    |                |        |                |         |    |    |              |                |
| 2001 | 40,07        | 3            | 36,27 | 3     | 17,31   | 1       | 2,39    | -       | 56,80 / 100,00 |        |                |    |                |        |                |         |    |    |              |                |
| 2005 | 42,94        | 4            | 29,38 | 2     | 17,69   | 1       | 1,85    | -       | 4,10           | -      | 58,25 / 100,00 |    |                |        |                |         |    |    |              |                |
| 2009 | 48,98        | 4            | 27,97 | 2     | 10,92   | 1       | 2,86    | -       | 5,99           | -      | 57,32 / 100,00 |    |                |        |                |         |    |    |              |                |
| 2013 | 45,53        | 4            | 26,61 | 2     | 14,43   | 1       | 2,12    | -       | 3,65           | -      | 51,35 / 100,00 |    |                |        |                |         |    |    |              |                |
| 2017 | 45,61        | 4            | 27,20 | 2     | CDS-PP  | CDS-PP  | PPD/PSD | PPD/PSD | 6,87           | -      | 15,37          | 1  | 54,52 / 100,00 |        |                |         |    |    |              |                |
| 2021 | 43,25        | 4            | 27,26 | 2     | CDS-PP  | CDS-PP  | PPD/PSD | PPD/PSD | 5,18           | -      | 15,41          | 1  | 5,01           | -      | 51,88 / 100,00 |         |    |    |              |                |

### Eleições legislativas
| Data | %     | %     | %     | %    | %     | %        | %     | %     | %    | %     | %    | %   | %       | % | %  | %  |
| Data | PCP   | PS    | PSD   | CDS  | UDP   | APU/ CDU | AD    | FRS   | PRD  | PSN   | BE   | PAN | PSD CDS | L | CH | IL |
| ---- | ----- | ----- | ----- | ---- | ----- | -------- | ----- | ----- | ---- | ----- | ---- | --- | ------- | - | -- | -- |
| 1976 | 44,63 | 31,44 | 10,49 | 2,75 | 1,23  |          |       |       |      |       |      |     |         |   |    |    |
| 1979 | APU   | 18,68 | AD    | AD   | 1,66  | 48,47    | 24,78 |       |      |       |      |     |         |   |    |    |
| 1980 | APU   | FRS   | AD    | AD   | 1,19  | 46,81    | 26,80 | 18,29 |      |       |      |     |         |   |    |    |
| 1983 | APU   | 26,45 | 13,38 | 6,81 | 0,61  | 48,06    |       |       |      |       |      |     |         |   |    |    |
| 1985 | APU   | 18,21 | 15,35 | 5,98 | 0,94  | 41,59    | 13,19 |       |      |       |      |     |         |   |    |    |
| 1987 | CDU   | 17,71 | 29,83 | 3,01 | 0,58  | 36,46    | 6,02  |       |      |       |      |     |         |   |    |    |
| 1991 | CDU   | 26,13 | 34,19 | 3,57 |       | 26,35    | 0,77  | 1,54  |      |       |      |     |         |   |    |    |
| 1995 | CDU   | 43,30 | 18,90 | 6,69 | 0,98  | 23,29    |       | 0,20  |      |       |      |     |         |   |    |    |
| 1999 | CDU   | 43,99 | 18,92 | 5,25 |       | 24,55    | 0,25  | 2,47  |      |       |      |     |         |   |    |    |
| 2002 | CDU   | 40,40 | 25,15 | 5,70 | 20,86 |          | 3,52  |       |      |       |      |     |         |   |    |    |
| 2005 | CDU   | 45,23 | 15,95 | 4,89 | 20,77 | 7,89     |       |       |      |       |      |     |         |   |    |    |
| 2009 | CDU   | 31,15 | 17,47 | 7,11 | 23,11 | 13,78    |       |       |      |       |      |     |         |   |    |    |
| 2011 | CDU   | 25,31 | 26,55 | 9,00 | 22,69 | 6,57     | 1,11  |       |      |       |      |     |         |   |    |    |
| 2015 | CDU   | 32,51 | CDS   | PSD  | 21,62 | 12,64    | 1,06  | 22,84 | 0,82 |       |      |     |         |   |    |    |
| 2019 | CDU   | 35,16 | 15,31 | 2,99 | 19,16 | 12,55    | 2,82  |       | 0,95 | 1,46  | 0,57 |     |         |   |    |    |
| 2022 | CDU   | 43,55 | 18,37 | 1,32 | 12,19 | 5,95     | 1,23  | 1,04  | 8,01 | 3,80  |      |     |         |   |    |    |
| 2024 | CDU   | 30,42 | AD    | AD   | 10,43 | 18,71    | 6,31  | 1,88  | 3,17 | 18,17 | 4,29 |     |         |   |    |    |

## Agremiações desportivas

### Futebol
- União Sport Club

### Andebol, ginástica, voleibol, badmington e futsal
- Juventude Atlético Clube

### Patinagem artística
- Clube de Patinagem Miróbriga

### Hóquei em patins
- Hockey Club de Santiago (Hóquei em patins)

## Instituições
- Associação de Desenvolvimento Regional do Alentejo
- Biblioteca Municipal Manuel da Fonseca (Santiago do Cacém)
- Biblioteca Municipal Manuel José do Tojal (Vila Nova de Santo André)
- Centro UNESCO para a Arquitectura e a Arte Religiosas
- Hospital do Litoral Alentejano
- Instituto Piaget — Campus Universitário de Santo André
- Ordem dos Arquitectos | Secção Regional Sul — Núcleo do Litoral Alentejano
- Fundação Caixa Agrícola Costa Azul

## Feriado municipal
- Dia de Santiago — 25 de Julho

## Relações externas
A cidade de Santiago do Cacém encontra-se irmanada com:
- Santiago de Compostela (Galiza  — Espanha ), desde 2007.

## Personalidades ilustres
- Manuel da Fonseca, poeta e ficcionista.
- Agostinho Pedro da Silva Vilhena, médico
- António Pais Champalimaud de Matos Moreira Falcão, 2.º Conde de Bracial e 1.º Visconde de Santiago do Cacém. Representa actualmente estes títulos nobiliárquicos como 3.º Conde de Bracial e 2.º Visconde de Santiago do Cacém António Manuel Patrício de Aboim Sales[14]
- António Pais de Sande, militar e governador ultramarino.
- António Parreira Luzeiro de Lacerda, autarca.
- Augusto Maria Fuschini, engenheiro civil, político, deputado e ministro.
- Aurea, cantora e compositora
- Carlos Vilhena, oficial do Exército Português
- Joaquim da Graça Correia e Lança, militar, governador ultramarino e autarca.
- José Benedito Hidalgo de Vilhena, pioneiro da fotografia.
- José Joaquim Salema de Andrade Guerreiro de Aboim, militar
- José António Falcão, investigador e professor universitário
- Martim Soares Moreno, capitão-mor e fundador do Ceará.